# Ideoblothrus pugil robustus
Ideoblothrus pugil robustus es una subespecie de arácnido del orden Pseudoscorpionida de la familia Syarinidae.

## Distribución geográfica
Se encuentra en las Islas Salomón.